# Trip (wyszukiwarka internetowa)
Trip – bezpłatna, medyczna wyszukiwarka internetowa. 
Zadaniem tej wyszukiwarki jest umożliwienie lekarzom uzyskania dostępu do sprawdzonej informacji medycznej, potrzebnej w rozwiązywaniu zagadnień medycznych. Najważniejszą zasadą przyświecającą wyszukiwarce Trip jest EBM – medycyna oparta na faktach.

## Historia
Wyszukiwarka Trip została utworzona w 1997 roku jako narzędzie pomocne w usprawnieniu odpowiadaniu na problemy medyczne zgłaszane przez lekarzy rodzinnych w regionie Gwent, w Walii (Wielka Brytania). Niedługo potem pismo poświęcone EBM Bandolier opisał usługę oferowaną przez Trip, co zwiększyło jej zasięg i prestiż. W latach 2003–2006 Trip stała się usługą tylko subskrypcyjną, ale po jej ponownym otwarciu na użytkowników nastąpił znaczący wzrost jej popularności. Początkowo słowo „Trip” powstało jako akronim od wyrażenia Turning Research Into Practice, ale obecnie ten serwis internetowy używa nazwy Trip bez żadnych podtekstów.

## Przygotowywanie zasobów wyszukiwarki
Pracownicy Trip zajmują się przeglądaniem i włączenie nowych zasobów. Wszystko odbywa się pod kątem, użyteczności w procesie udzielania odpowiedzi na zadawane pytania.

## Użytkownicy
We wrześniu 2007 r. serwis przeszukiwano ponad 500 tys. razy miesięcznie; 69% użytkowników byli to pracownicy ochrony zdrowia, a 31% użytkownicy nie związani z medycyną. Wśród osób profesjonalnie związanych z medycyną ok. 43% byli to lekarze. Większość użytkowników pochodzi z Wielkiej Brytanii lub Stanów Zjednoczonych. We wrześniu 2008 r. z serwisu korzystano ok. 1,4 miliona razy. 
Łączna liczba wyszukiwań w serwisie, przekroczyła już 100 milionów.

## Ulepszenia serwisu
Pod koniec 2012 r. Trip przeszedł gruntowną przebudowę, która przyniosła ze sobą znaczące ulepszenia:
- znaczące poszerzenie zasobów merytorycznych
- nowy design
- zaawansowane wyszukiwanie
- wyszukiwanie PICO, by pomóc użytkownikom sformułować szczegółowe zapytania
- ulepszone filtrowanie
- historia wyszukiwania (timeline) - historia aktywności użytkownika w witrynie
- tracker edukacyjny

## Przyszłe zmiany
Trip zaangażowany jest badanie wielu innowacyjnych technologii mających na celu poprawę działania serwisu, w tym:
- przechodzenie do pełnych artykułów ( full text) za pośrednictwem Tripu
- baza randomizowanych badań klinicznych
- szybkie (w przeciągu tygodnia) przeglądy systematyczne
- ulepszanie i personalizacja wykorzystania serwisu na podstawie danych zbieranych w czasie korzystania z serwisu